# Deng Zhi
En aquest nom xinès, el cognom és Deng.
Deng Zhi (mort el 251) va ser un ministre servint sota Liu Bei durant l'era dels Tres Regnes de la història xinesa. Després de la mort de Liu Bei, ell va ser qui va ser encarregat per Zhuge Liang d'anar com a representant a Wu Oriental per segellar una aliança amb aquest estat, la qual incloïa l'alliberament de Zhang Yi. Era avantpassat de Deng Yu de Han i va tenir un fill Deng Liang.
Deng Zhi i Zhao Yun dirigiren junts l'avantguarda durant les Expedicions del Nord de Zhuge Liang. Deng Zhi a partir de llavors es va fer molt famós per la seva valentia i enginy, però sobretot, va ser conegut per la seva reputació de moral incorruptible. Quan Deng Zhi va faltar, la família no tenia diners pel seu enterrament i només amb l'ajuda d'aquells que van rebre l'ajuda de Deng Zhi mentre hi era viu, la família de Deng va poder fer-li un funeral.

## En la ficció
En la novel·la històrica del Romanç dels Tres Regnes de Luo Guanzhong, Deng Zhi va anar a Wu Oriental per forjar una nova aliança amb Sun Quan. El conseller de Sun Quan Zhang Zhao donà instruccions a Sun Quan per tenir una gran gerra d'aigua bullent fora de la sala de trobada. En entrar al palau Deng Zhi no li va presentar els respectes adequats a Sun Quan i aquest el va amenaçar de ficar-li dins de l'aigua bullent, no obstant Deng Zhi va aconseguir convèncer a Sun Quan per deixar-li viure. A causa de la persuasió de Deng, una nova aliança entre Wu i Shu Han en fou formada.